# 19129 Loos
19129 Loos este un asteroid din centura principală de asteroizi.

## Descriere
19129 Loos este un asteroid din centura principală de asteroizi. A fost descoperit pe 10 ianuarie 1988 la Observatorul Kleť de Antonín Mrkos. Asteroidul prezintă o orbită caracterizată de o semiaxă mare de 2,65 ua, o excentricitate de 0,13 și o înclinație de 5,9° în raport cu ecliptica.